# Medingen
Medingen (luxembourgeois : Méideng) est une section de la commune luxembourgeoise de Contern située dans le canton de Luxembourg.